# Exalight
Exalight était un jeu vidéo de courses multijoueurs en ligne développé par la société F4.  C'était le premier jeu de courses en ligne persistant, basé sur un univers fantastique futuriste. En y incarnant un pilote de course, à la recherche de la gloire et la fortune, dans un univers onirique, et de défier des adversaires sur des circuits originaux et techniques,.
Le service a été arrêté le 21 avril 2016.

## Histoire
Au sommet de l’Arbre de Vie existait un monde idyllique ' l’Arcadia ' où s’épanouissait une civilisation avancée, qui ne connaissait aucun trouble. Mais au fil des millénaires, l’Arbre perdit de son emprise sur 'l’Arcadia' et ses habitants, ces derniers se détournant peu à peu de lui et de ses préceptes de paix et d’harmonie. Les graines tombèrent alors au pied de l’arbre. Les êtres qui naquirent des graines n’avaient plus rien à voir avec le peuple qui occupait jadis l’Arcadia. 
Dans l’inconscient collectif des enfants de l’Arbre reste gravé un souvenir lointain de l’Arcadia. S’ils font preuve de courage et de détermination, la promesse leur a été faite qu’ils retourneront dans ce monde de paix où ils jouiront de la vie éternelle. 
Mais les Serviteurs de l’Arbre refusèrent de voir des nouvelles guerres éclater, aussi décidèrent-ils qu’ils s’affronteraient sur des circuits extraordinaires pour prouver leur courage et leur valeur. Seuls les plus sincères verront les portes de l’Arcadia s’ouvrir pour eux. 
Vous incarnez un jeune pilote aux commandes de son destin. Chaque course vous rapprochera de l’Arcadia et de la gloire…

## Présentation
Au commencement était l'Arbre de Vie. Sous ses branches s'étendait un vaste univers appelé la Canopée. En son centre flottait un monde de paix et d'harmonie. Ses habitants lui donnèrent un nom : Arcadia.
Un jour pourtant, une faute impardonnable fut commise. Ce fut la chute de l'Arcadia. Ses habitants furent exilés et dispersés à travers toute la Canopée.
Solok, une planète hostile, accueillit le peuple Jawal. Les Piro Piro se regroupèrent sous le soleil d'Akwa Tika. Le monde souterrain d'Hivid devint le refuge de la colonie Zhuu. Et la flotte des navires Myriath errent sur la planète Aerilith.
La vie reprit son cours et, peu à peu, tous oublièrent leur ancien héritage.
Mais depuis peu, on dit que les Gardiens de l'Arbre de Vie sont réapparus. Ils rendent la mémoire aux habitants et les lancent à la conquête de l'Arcadia. Ils mettent à l'épreuve le courage et la volonté des meilleurs pilotes, car eux seuls fouleront le sol sacré des Anciens.
Que la course à l'Arcadia commence !

## Principes généraux
L'univers d’Exalight était composé de 4 clans (races de personnages) spécifiques (les Jawal, les Piro Piro, les Zhuu et les Myriath), vivants sur des planètes uniques.
Dans cet univers virtuel persistant, le joueur était représenté par un avatar qu’il pouvait choisir parmi l’un ou l’autre des clans, ce choix déterminant certains attributs visuels, mais aussi les compétences du personnage.
L'univers persistant était représenté par les villes de chaque clan : c’est là le lieu de vie par excellence, dans lequel les joueurs et les joueuses pouvaient se rencontrer, chater, échanger, interagir, acheter, s’équiper. Les villes pouvaient accueillir un nombre élevé de joueurs en simultané. Elles sont reliées les unes aux autres par des moyens de transports et le joueur peut les visiter à son gré.
L’intérêt premier du jeu résidait dans les courses auxquelles l’utilisateur pouvait accéder selon ses envies. Pour y participer, le joueur avait le choix entre de nombreux sliders (véhicules) qu’il pouvait améliorer selon ses besoins. C’était la participation aux courses qui permettait de progresser dans le jeu.

## Les clans de personnages
Les Jawal
Nés sur un monde aride recouvert de déserts, les Jawal sont un peuple humanoïde ayant patiemment construit de vastes cités, pour la plupart souterraines. Bricoleurs de génie, ils savent recycler tout ce qui passe entre leurs mains pour les détourner et fabriquer de nouveaux objets.
Les Piro Piro
La vie n'est qu'un immense jeu pour les Piro Piro, et leur planète, Jelli, est un haut lieu de distraction pour tous les habitants du système. Sous leur apparence de petits pantins sympathiques, ils n’en sont pas moins des pilotes résistants, dont les compétences spéciales sont pour le moins déroutantes pour leurs concurrents.
Les Zhuu
Organisés en colonies, les Zhuu, étranges êtres insectoïdes, servent leur Reine-Mère qui assure le renouvellement de son peuple depuis le Jardin des Naissances. Qui plus est, elle risque de mourir sans qu'aucune descendante n'ait été procréée. Si elle venait à disparaître, quel avenir restera-t-il aux Zhuu ? Du fait de leur mode de vie communautaire, les Zhuu sont particulièrement adaptés aux courses en équipe.
Les Myriath
Les Myriath sont un peuple de chevaliers fiers et arrogants. Ils ont élevé la course au rang d'Art. Depuis des millénaires, les plus valeureux d’entre eux assurent la garde des Temples sacrés. Les Dragons gardant les Temples sacrés sont devenus maléfiques et en refusent l'accès à quiconque. Les Myriath possèdent les véhicules les plus rapides de l’Arbre de Vie.

## Les Sliders
Il existait trois types de sliders qui possédaient chacun leurs propres caractéristiques, qui influençaient sur leur comportement en course :
|              | Poids                             | Vitesse                           | Accélération                      | Maniabilité                       | Défense                           | Adhérence                         |
| ------------ | --------------------------------- | --------------------------------- | --------------------------------- | --------------------------------- | --------------------------------- | --------------------------------- |
| Slider léger | Plus vert                         | Plus vert                         | Plus vert · Plus vert · Plus vert | Plus vert · Plus vert · Plus vert | Plus vert                         | Plus vert · Plus vert · Plus vert |
| Slider moyen | Plus vert · Plus vert             | Plus vert · Plus vert             | Plus vert · Plus vert             | Plus vert · Plus vert             | Plus vert · Plus vert             | Plus vert · Plus vert             |
| Slider lourd | Plus vert · Plus vert · Plus vert | Plus vert · Plus vert · Plus vert | Plus vert                         | Plus vert                         | Plus vert · Plus vert · Plus vert | Plus vert                         |

Chaque personnage disposait dès le départ d’un slider moyen. Il pouvait par la suite en acheter de nouveaux auprès des marchands de sliders situés en zone marchande des cités.
Caractéristiques des Sliders
Chaque slider possédaient des caractéristiques qui allaient influer sur leur comportement en course.
- Défense : détermine la quantité de points de vie du véhicule et donc sa résistance
- Vitesse : vitesse maximale du slider
- Accélération : l’accélération définit la poussée du véhicule. Plus la poussée est grande, plus le véhicule gagne rapidement de la vitesse
- Poids : détermine la probabilité d’être envoyé dans le décor par un autre véhicule lors d’un choc
- Maniabilité : la maniabilité définit l’angle de braquage maximum du slider
- Adhérence : l’adhérence détermine si un slider dérape beaucoup ou peu

## Les cités d’Exalight
À la suite de leur exil, chaque clan a bâti de formidables cités afin de se réunir et organiser leur société. Les joueurs pouvaient se déplacer dans chacune des cités afin de discuter, faire du commerce ou se défier dans une course. Ils y trouvaient également de l’équipement pour leur personnages ou leurs sliders qui leur permettaient d’être plus performant. Les cités étaient :
- Bhukam : Capitale du clan Jawal
- Akwa Tika : Capitale du clan Piro Piro
- Hivid : Capitale du clan Zhuu
- Nebula : Flotte du clan Myriath

Les quartiers des cités
Toutes les cités étaient divisées en trois quartiers :
- Un quartier résidentiel où les joueurs pouvaient se retrouver, discuter et en apprendre plus sur le jeu. C’est ici que les joueurs trouvaient la banque, le coiffeur et d’autres services essentiels, comme la poste par exemple !
- Une zone marchande où les joueurs trouvaient tous les personnages non joueurs (PNJ) qui leur fournissait de l’équipement ainsi que des modules pour leurs sliders.
- Un quartier des courses où tous les pilotes se rendaient avant de s’engager sur les pistes.

Pour passer d’un quartier à un autre, les joueurs devaient se rendre à la zone de transition correspondante.
Ils pouvaient également se rendre dans les autres villes en s'adressant au Personnage Non Joueur (PNJ) téléporteur situé à l’entrée du quartier résidentiel de chaque ville.